# Військовий округ
Військо́вий о́круг — територіальне загальновійськове оперативно-стратегічне об'єднання частин, з'єднань, об'єднань, військово-навчальних закладів і різних місцевих військових установ. Ділення території держави на військові округа забезпечує зручність управління військами, здійснення оперативної, бойової підготовки, заходів, пов'язаних з підготовкою країни до оборони.
Очолюється командувачем військ округу, що підпорядковується міністрові оборони.

## Військові округи в Україні
До 1991 в Україні діяли три військові округи: Київський, Одеський та Прикарпатський; з 1991 по 1997 — два: Одеський і Прикарпатський. На базі управління округу у воєнний час повинно було розгортатися управління фронту.
У типовий склад округу фронтового розгортання окрім 3-4 загальновійськових і танкових армій чи армійських корпусів, а також повітряної армії входили наступні основні з'єднання та частини:
- артилерійська дивізія в складі 5-7 артилерійських бригад і полків;
- 2-3 ракетні бригади;
- десантно-штурмова бригада;
- окрема бригада спеціального призначення ГРУ;
- 1-2 окремих гелікоптерних полки;
- 1-2 окремих інженерно-саперних полки;
- понтонно-мостовий полк;
- 2 окремих бригади зв'язку (вузлова і територіальна);
- окремий полк зв'язку тилу;
- радіотехнічна бригада.

Військовий округ охоплював територію кількох областей і іменувався за територіальною ознакою. Був призначений для виконання оперативних, мобілізаційних і військово-адміністративних завдань. Округ очолював командувач військ, який підпорядковувався міністрові оборони України, а також командувачеві Сухопутних військ. Призначався Президентом України за поданням міністра оборони. В межах своїх повноважень командувач військ військового округу видавав накази і директиви.
Основним органом командувача для управління військами був штаб округу. На засадах дорадчого органу діяла військова рада у складі командувача, його заступників та керівників структурних підрозділів. На командування військового округу покладалося: безпосереднє керівництво військами (силами) округу; проведення заходів для підтримання їх у постійної бойовій та мобілізаційній готовності; організація безперервного управління військами (силами), їх підготовка до виконання покладених на них завдань з оборони держави; планування, організація і проведення оперативно-тактичної, бойової, мобілізаційної та морально-психологічної підготовки підлеглих органів управління і військ (сил).
Відповідно до Державної програми будівництва Збройних Сил України на період до 2005 на базі колишніх військових округів створено оперативно-тактичні командування: Західне (Львів), Північне (Чернігів) і Південне (Одеса).
В 2015 році, у зв'язку із збройною агресією РФ було прийнято рішення утворити нове окреме оперативне командування «Схід» — на східному напрямку, фактично не прикритому військами до 2014 року. Територію України було розділено на 4 військово-сухопутні зони, які є зонами відповідальності наступних оперативних командувань:
- Оперативне командування «Південь» (Одеса)
- Оперативне командування «Північ» (Чернігів)
- Оперативне командування «Захід» (Рівне)
- Оперативне командування «Схід» (Дніпро)

## Військові округи в Росії і СРСР

### Російська імперія

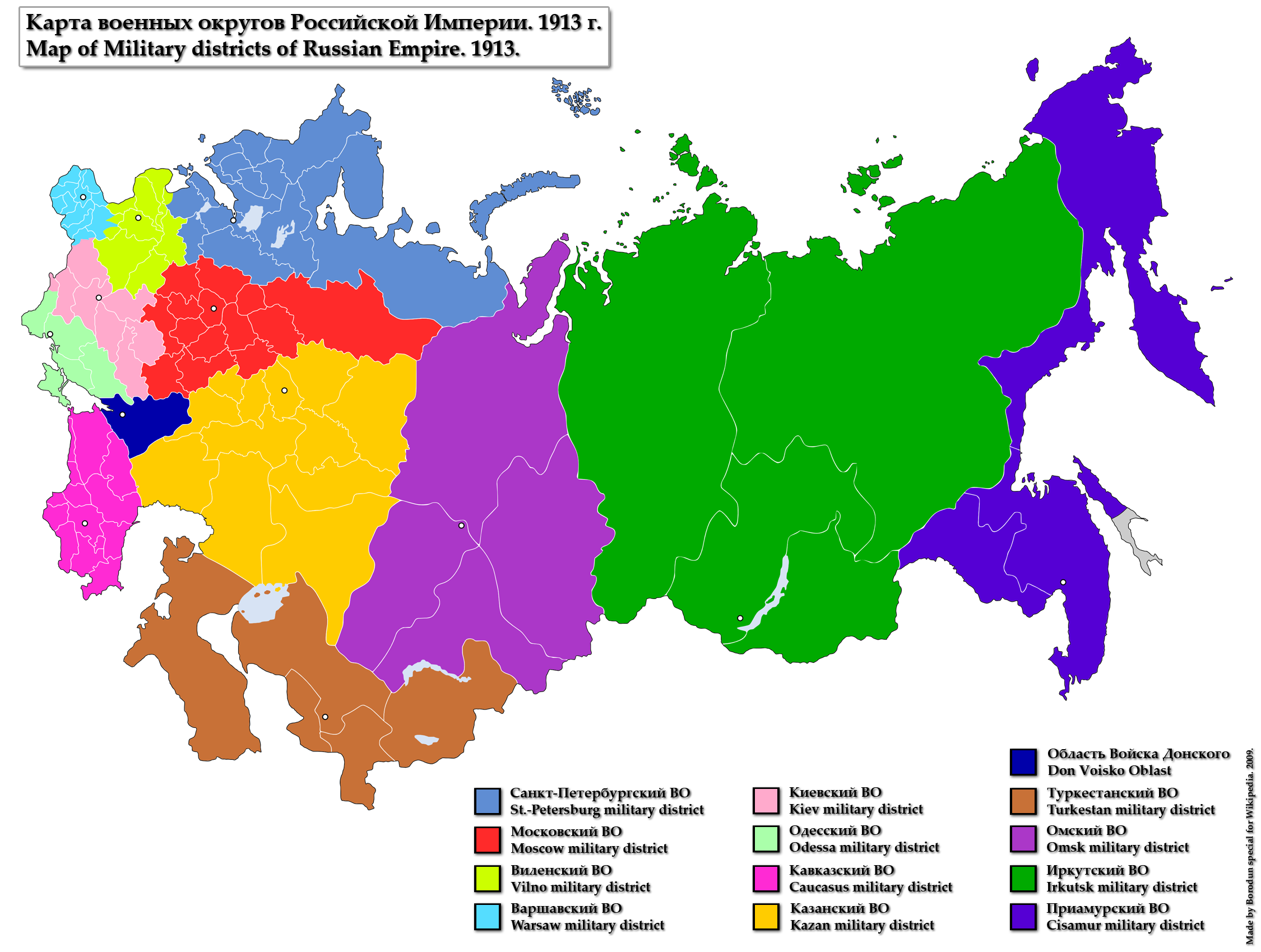
Карта військових округів Російської імперії. 1913

Вперше в Росії військові округи були засновані в 1862-64. У 1907 році існувало 12 військових округів:
- Варшавський військовий округ
- Віленський військовий округ
- Іркутський військовий округ
- Кавказький військовий округ
- Казанський військовий округ
- Київський військовий округ
- Московський військовий округ
- Одеський військовий округ
- Омський військовий округ
- Приамурський військовий округ
- Санкт-Петербурзький військовий округ
- Туркестанський військовий округ

Окремо існував Заамурський військовий округ (прикордонна варта)

### РРФСРіСРСР
У РРФСР перші військові округи (Ярославський, Московський, Орловський, Біломорський, Уральський і Приволзький) були утворені в березні 1918 в період Громадянської війни. З часом кількість військових округів змінювалася.
Після закінчення Німецько-радянської війни 9 липня 1945 вийшов наказ наркома оборони № 0139 «Про організацію нових округів і зміну кордонів існуючих військових округів». За цим наказом фронти були перетворені в округи і створені також нові округи. Були визначені такі округи на території СРСР:
- Архангельський військовий округ
- Бакинський військовий округ
- Барановицький військовий округ
- Біломорський військовий округ
- Білорусько-Литовський військовий округ
- Воронезький військовий округ
- Горьківський військовий округ
- Донський військовий округ
- Забайкальсько-Амурський військовий округ
- Західно-Сибірський військовий округ
- Казанський військовий округ
- Калінінський військовий округ
- Київський військовий округ
- Кубанський військовий округ
- Ленінградський військовий округ
- Львівський військовий округ
- Мінський військовий округ
- Московський військовий округ
- Одеський військовий округ
- Орловський військовий округ
- Особливий військовий округ
- Південно-Уральський військовий округ
- Прибалтійський військовий округ
- Приволзький військовий округ
- Прикарпатський військовий округ
- Смоленський військовий округ
- Ставропольський військовий округ
- Степовий військовий округ
- Східно-Сибірський військовий округ
- Таврійський військовий округ
- Тбіліський військовий округ
- Туркестанський військовий округ
- Уральський військовий округ
- Харківський військовий округ

Перетворення фронтів в округи було завершене до 1 жовтня 1945 року. У період з осені 1945 по осінь 1948 років поступово в умовах демобілізації армії кількість військових округів була різко скорочена.
У 1966 році існували такі військові округи:
- Білоруський військовий округ
- Забайкальський військовий округ
- Закавказький військовий округ
- Далекосхідний військовий округ
- Київський військовий округ
- Ленінградський військовий округ
- Північно-Кавказький військовий округ
- Прибалтійський військовий округ
- Приволзький військовий округ
- Прикарпатський військовий округ
- Одеський військовий округ
- Середньоазійський військовий округ
- Сибірський військовий округ
- Туркестанський військовий округ
- Уральський військовий округ

З невеликими змінами ця структура проіснувала до розпаду СРСР.

### Російська Федерація
Станом на 2009 рік у Росії існувало шість військових округів:
- Московський військовий округ
- Ленінградський військовий округ
- Північно-Кавказький військовий округ
- Приволзько-Уральський військовий округ
- Сибірський військовий округ
- Далекосхідний військовий округ

З 1 грудня 2010 року кількість військових округів скоротили до чотирьох:
- Західний військовий округ
- Центральний військовий округ
- Південний військовий округ
- Східний військовий округ

## Військові округи в інших країнах

### Китайська Республіка
Існувало 76 військових округів або воєнних регіонів (軍區), які були найбільшими військовими формуваннями в Національній Революційній Армії Китаю (Армія Гоміндану) під час японсько-китайської війни 1937—1945, які поступово були реформовані у 12 військових регіонів.

### Китайська Народна Республіка
Після перемоги комуністів на початку 1950-х років було засновано 13 військових округів, але поступово їх кількість була зменшена до 11 наприкінці 1960-х. Існувало 11 основних округів: Шеньянський, Пекінський, Ланьчжоуський, Сіньцзян-Уйгурський, Цзинанський, Нанкінський, Фучжоуський, Гуанчжоуський (включно з Хайнаньскими островами, Уханьський, Чендуський та Куньмінський, які протягом 1985—1988 були скорочені до 7.

### Веймарська республіка/Третій Райх
Під час Другої світової війни Німеччина використовувала систему військових округів (нім. Wehrkreis) з метою поліпшення системи призову, комплектування та навчання мобілізаційних ресурсів для польової армії:
- 1-й округ
- 2-й округ
- 3-й округ
- 4-й округ
- 5-й округ
- 6-й округ
- 7-й округ
- 8-й округ
- 9-й округ
- 10-й округ
- 11-й округ
- 12-й округ
- 13-й округ
- 17-й округ
- 18-й округ
- 20-й округ
- 21-й округ
- Військовий округ Богемії і Моравії
- Військовий округ Генеральної губернії

### Федеративна Республіка Німеччина
На сьогоднішній час Бундесвер (нім. Bundeswehr) має чотири військових округа (нім. Wehrbereichskommando) зі штаб-квартирами в містах:
- Кіль
- Майнц
- Ерфурт
- Мюнхен

### Індонезія
Індонезійська армія (індонез. Tentara Nasional Indonesia), прийнявши на озброєння німецьку систему військових округів (Wehrkreise), створила власні військові округа в листопаді 1948. Кожен начальник військового округу мав практично безмежну владу у відповідному регіоні в питаннях не лише військових, а й у політичних, економічних, освіти та керування урядовими структурами й організаціями.

### Польща
Після завершення Першої світової війни в Польщі було створено 5 військових округів (1918—1921):
- Познаньський військовий округ (пол. Poznański Okręg Wojskowy),
- Краківський військовий округ (пол. Krakowski Okręg Wojskowy),
- Лодзевський військовий округ (пол. Łódzki Okręg Wojskowy),
- Варшавський військовий округ (пол. Warszawski Okręg Wojskowy),
- Люблінський військовий округ (пол. Lubelski Okręg Wojskowy).

З 1921, у зв'язку зі збільшенням території держави кількість округів була доведена до 10. Було ще створено:
- Гродненський військовий округ
- Львівський військовий округ
- Торунський військовий округ
- Брест-Литовський військовий округ
- Перемишльський військовий округ.

Кожен округ мав три піхотні дивізії та одну кавалерійську бригаду.
Після Другій світовій війни в комуністичній Польщі існували 7 округів (Варшавський, Люблінський, Краківський, Лодзинський, Познанський, Померанський та Сілезький)
З 1991 року Військо Польське поділено на два військові округи: Померанський та Сілезький.